# Eleições parlamentares europeias de 2024 na Madeira
| Eleições parlamentares europeias de 2024 Distritos: Aveiro \| Beja \| Braga \| Bragança \| Castelo Branco \| Coimbra \| Évora \| Faro \| Guarda \| Leiria \| Lisboa \| Portalegre \| Porto \| Santarém \| Setúbal \| Viana do Castelo \| Vila Real \| Viseu \| Açores \| Madeira \| Estrangeiro |

## Resultados por concelho
Os resultados nos concelhos da Região Autónoma da Madeira foram os seguintes:

### Calheta
| Partido                 | Partido                                  | Votos  | %               | +/-  |
| ----------------------- | ---------------------------------------- | ------ | --------------- | ---- |
|                         | Aliança Democrática (PPD/PSD-CDS-PP-PPM) | 3 313  | 60,71 / 100,00  | 6,03 |
|                         | Partido Socialista                       | 782    | 14,33 / 100,00  | 0,55 |
|                         | CHEGA                                    | 457    | 8,37 / 100,00   | -    |
|                         | Iniciativa Liberal                       | 186    | 3,41 / 100,00   | 2,75 |
|                         | Alternativa Democrática Nacional         | 99     | 1,81 / 100,00   | 1,29 |
|                         | Bloco de Esquerda                        | 96     | 1,76 / 100,00   | 1,29 |
|                         | Partido Trabalhista Português            | 89     | 1,63 / 100,00   | 0,53 |
|                         | Pessoas–Animais–Natureza                 | 74     | 1,36 / 100,00   | 0,89 |
|                         | LIVRE                                    | 55     | 1,01 / 100,00   | 0,07 |
|                         | Coligação Democrática Unitária (PCP-PEV) | 55     | 1,01 / 100,00   | 0,21 |
|                         | Outros (com menos de 1,00%)              | 126    | 2,30 / 100,00   |      |
| Votos Inválidos         | Votos Inválidos                          | 125    | 2,29 / 100,00   | 2,80 |
| Total                   | Total                                    | 5 457  | 100,00 / 100,00 |      |
| Eleitorado/Participação | Eleitorado/Participação                  | 12 355 | 44,17 / 100,00  | 3,49 |

| Freguesia           | %     | %     | %     | %    | %    | %    | %    | %    | %    | %    | Votantes |
| Freguesia           | AD    | PS    | CH    | IL   | ADN  | BE   | PTP  | PAN  | L    | CDU  | Votantes |
| ------------------- | ----- | ----- | ----- | ---- | ---- | ---- | ---- | ---- | ---- | ---- | -------- |
| Freguesia           |       |       |       |      |      |      |      |      |      |      | Votantes |
| Arco da Calheta     | 61,01 | 15,22 | 8,81  | 2,67 | 1,54 | 2,34 | 2,07 | 0,80 | 0,60 | 0,80 | 1 498    |
| Calheta             | 58,11 | 15,68 | 8,18  | 4,29 | 1,61 | 1,81 | 1,47 | 1,27 | 1,27 | 1,27 | 1 492    |
| Estreito da Calheta | 66,42 | 10,25 | 9,51  | 3,12 | 1,49 | 1,34 | 0,45 | 1,34 | 1,04 | 0,74 | 673      |
| Fajã da Ovelha      | 62,01 | 13,96 | 6,18  | 2,97 | 2,29 | 1,83 | 2,06 | 2,75 | 0,92 | 1,37 | 437      |
| Jardim do Mar       | 37,34 | 20,89 | 12,03 | 8,23 | 2,53 | 2,53 | 1,27 | 2,53 | 2,53 | 0,63 | 158      |
| Paul do Mar         | 66,01 | 10,89 | 5,61  | 1,98 | 2,97 | 2,64 | 0,66 | 2,64 | 1,65 | 0,99 | 303      |
| Ponta do Pargo      | 61,05 | 12,84 | 8,84  | 2,53 | 2,32 | 0,84 | 2,11 | 0,84 | 1,26 | 1,26 | 475      |
| Prazeres            | 62,95 | 14,96 | 8,08  | 4,04 | 1,90 | 0,24 | 2,38 | 1,43 | 0,24 | 0,71 | 421      |
| Calheta             | 60,71 | 14,33 | 8,37  | 3,41 | 1,81 | 1,76 | 1,63 | 1,36 | 1,01 | 1,01 | 5 457    |

### Câmara de Lobos
| Partido                 | Partido                                  | Votos  | %               | +/-  |
| ----------------------- | ---------------------------------------- | ------ | --------------- | ---- |
|                         | Aliança Democrática (PPD/PSD-CDS-PP-PPM) | 6 247  | 49,79 / 100,00  | 4,78 |
|                         | Partido Socialista                       | 2 392  | 19,06 / 100,00  | 0,29 |
|                         | CHEGA                                    | 1 330  | 10,60 / 100,00  | -    |
|                         | Iniciativa Liberal                       | 449    | 3,58 / 100,00   | 2,92 |
|                         | Bloco de Esquerda                        | 311    | 2,48 / 100,00   | 1,59 |
|                         | Pessoas–Animais–Natureza                 | 253    | 2,02 / 100,00   | 1,57 |
|                         | Partido Trabalhista Português            | 236    | 1,88 / 100,00   | 0,41 |
|                         | Coligação Democrática Unitária (PCP-PEV) | 235    | 1,87 / 100,00   | 0,74 |
|                         | Alternativa Democrática Nacional         | 234    | 1,86 / 100,00   | 0,97 |
|                         | LIVRE                                    | 163    | 1,30 / 100,00   | 0,12 |
|                         | Partido da Terra                         | 126    | 1,00 / 100,00   | -    |
|                         | Outros (com menos de 1,00%)              | 300    | 2,41 / 100,00   |      |
| Votos Inválidos         | Votos Inválidos                          | 271    | 2,16 / 100,00   | 2,54 |
| Total                   | Total                                    | 12 547 | 100,00 / 100,00 |      |
| Eleitorado/Participação | Eleitorado/Participação                  | 32 598 | 38,49 / 100,00  | 1,85 |

| Freguesia                   | %     | %     | %     | %    | %    | %    | %    | %    | %    | %    | %    | Votantes |
| Freguesia                   | AD    | PS    | CH    | IL   | BE   | PAN  | PTP  | CDU  | ADN  | L    | MPT  | Votantes |
| --------------------------- | ----- | ----- | ----- | ---- | ---- | ---- | ---- | ---- | ---- | ---- | ---- | -------- |
| Freguesia                   |       |       |       |      |      |      |      |      |      |      |      | Votantes |
| Câmara de Lobos             | 47,29 | 19,79 | 11,62 | 4,48 | 2,78 | 2,12 | 1,74 | 1,63 | 1,93 | 1,63 | 0,98 | 5 291    |
| Curral das Freiras          | 58,31 | 14,92 | 6,04  | 1,59 | 1,82 | 1,37 | 2,96 | 4,21 | 1,94 | 1,03 | 0,80 | 878      |
| Estreito de Câmara de Lobos | 53,27 | 16,39 | 10,71 | 3,34 | 2,30 | 1,92 | 1,68 | 1,61 | 1,82 | 0,88 | 0,95 | 4 222    |
| Jardim da Serra             | 43,34 | 27,98 | 9,48  | 1,65 | 2,74 | 2,04 | 2,19 | 2,43 | 2,04 | 1,33 | 0,86 | 1 276    |
| Quinta Grande               | 48,98 | 18,75 | 10,11 | 4,09 | 1,82 | 2,50 | 2,16 | 1,48 | 1,36 | 1,59 | 1,82 | 880      |
| Câmara de Lobos             | 49,79 | 19,06 | 10,60 | 3,58 | 2,48 | 2,02 | 1,88 | 1,87 | 1,86 | 1,30 | 1,00 | 12 547   |

### Funchal
| Partido                 | Partido                                  | Votos   | %               | +/-  |
| ----------------------- | ---------------------------------------- | ------- | --------------- | ---- |
|                         | Aliança Democrática (PPD/PSD-CDS-PP-PPM) | 16 353  | 38,16 / 100,00  | 3,19 |
|                         | Partido Socialista                       | 11 977  | 27,95 / 100,00  | 0,62 |
|                         | CHEGA                                    | 3 924   | 9,16 / 100,00   | -    |
|                         | Iniciativa Liberal                       | 2 863   | 6,68 / 100,00   | 5,33 |
|                         | Bloco de Esquerda                        | 1 468   | 3,43 / 100,00   | 2,60 |
|                         | Coligação Democrática Unitária (PCP-PEV) | 1 072   | 2,50 / 100,00   | 1,34 |
|                         | Pessoas–Animais–Natureza                 | 908     | 2,12 / 100,00   | 1,94 |
|                         | Alternativa Democrática Nacional         | 850     | 1,98 / 100,00   | 1,11 |
|                         | LIVRE                                    | 848     | 1,98 / 100,00   | 0,62 |
|                         | Partido Trabalhista Português            | 606     | 1,41 / 100,00   | 0,25 |
|                         | Outros (com menos de 1,00%)              | 1 063   | 2,48 / 100,00   |      |
| Votos Inválidos         | Votos Inválidos                          | 926     | 2,16 / 100,00   | 2,85 |
| Total                   | Total                                    | 42 858  | 100,00 / 100,00 |      |
| Eleitorado/Participação | Eleitorado/Participação                  | 105 017 | 40,81 / 100,00  | 0,25 |

| Freguesia                  | %     | %     | %     | %    | %    | %    | %    | %    | %    | %    | Votantes |
| Freguesia                  | AD    | PS    | CH    | IL   | BE   | CDU  | PAN  | ADN  | L    | PTP  | Votantes |
| -------------------------- | ----- | ----- | ----- | ---- | ---- | ---- | ---- | ---- | ---- | ---- | -------- |
| Freguesia                  |       |       |       |      |      |      |      |      |      |      | Votantes |
| Imaculado Coração de Maria | 37,98 | 28,02 | 9,08  | 6,53 | 3,24 | 2,41 | 2,59 | 2,04 | 2,22 | 1,25 | 2 159    |
| Monte                      | 40,56 | 27,79 | 8,52  | 4,39 | 3,00 | 3,09 | 1,97 | 2,55 | 1,26 | 1,79 | 2 231    |
| Santa Luzia                | 38,19 | 29,37 | 7,33  | 8,91 | 2,85 | 2,46 | 1,98 | 1,49 | 2,85 | 1,23 | 2 278    |
| Santa Maria Maior          | 36,18 | 31,54 | 8,69  | 6,64 | 3,33 | 2,13 | 1,88 | 2,03 | 2,42 | 1,51 | 5 168    |
| Santo António              | 37,29 | 26,85 | 10,42 | 5,28 | 3,47 | 3,26 | 2,45 | 2,07 | 1,62 | 1,56 | 9 957    |
| São Gonçalo                | 39,38 | 29,03 | 8,97  | 4,57 | 3,52 | 1,93 | 2,09 | 1,93 | 1,89 | 1,80 | 2 387    |
| São Martinho               | 38,66 | 26,40 | 9,34  | 8,48 | 3,79 | 2,03 | 2,06 | 1,88 | 1,96 | 1,21 | 11 090   |
| São Pedro                  | 36,28 | 30,91 | 8,50  | 7,63 | 3,52 | 2,13 | 1,30 | 1,62 | 2,57 | 1,34 | 2 530    |
| São Roque                  | 38,81 | 28,09 | 8,26  | 4,91 | 3,32 | 2,90 | 2,49 | 2,43 | 1,54 | 1,63 | 3 378    |
| Sé                         | 42,80 | 25,48 | 8,33  | 8,57 | 2,56 | 2,20 | 1,55 | 1,55 | 2,50 | 0,71 | 1 680    |
| Funchal                    | 38,16 | 27,95 | 9,16  | 6,68 | 3,43 | 2,50 | 2,12 | 1,98 | 1,98 | 1,41 | 42 858   |

### Machico
| Partido                 | Partido                                  | Votos  | %               | +/-  |
| ----------------------- | ---------------------------------------- | ------ | --------------- | ---- |
|                         | Partido Socialista                       | 3 049  | 39,01 / 100,00  | 2,51 |
|                         | Aliança Democrática (PPD/PSD-CDS-PP-PPM) | 2 778  | 35,54 / 100,00  | 0,37 |
|                         | CHEGA                                    | 614    | 7,86 / 100,00   | -    |
|                         | Iniciativa Liberal                       | 325    | 4,16 / 100,00   | 3,69 |
|                         | Bloco de Esquerda                        | 181    | 2,32 / 100,00   | 2,43 |
|                         | Alternativa Democrática Nacional         | 113    | 1,45 / 100,00   | 0,84 |
|                         | LIVRE                                    | 110    | 1,41 / 100,00   | 0,25 |
|                         | Partido Trabalhista Português            | 110    | 1,41 / 100,00   | 0,21 |
|                         | Pessoas–Animais–Natureza                 | 105    | 1,34 / 100,00   | 1,26 |
|                         | Coligação Democrática Unitária (PCP-PEV) | 97     | 1,24 / 100,00   | 0,90 |
|                         | Outros (com menos de 1,00%)              | 172    | 2,20 / 100,00   |      |
| Votos Inválidos         | Votos Inválidos                          | 162    | 2,08 / 100,00   | 3,16 |
| Total                   | Total                                    | 7 816  | 100,00 / 100,00 |      |
| Eleitorado/Participação | Eleitorado/Participação                  | 19 839 | 39,40 / 100,00  | 5,77 |

| Freguesia              | %     | %     | %     | %    | %    | %    | %    | %    | %    | %    | Votantes |
| Freguesia              | PS    | AD    | CH    | IL   | BE   | ADN  | L    | PTP  | PAN  | CDU  | Votantes |
| ---------------------- | ----- | ----- | ----- | ---- | ---- | ---- | ---- | ---- | ---- | ---- | -------- |
| Freguesia              |       |       |       |      |      |      |      |      |      |      | Votantes |
| Água de Pena           | 35,08 | 37,09 | 9,05  | 3,42 | 2,21 | 2,31 | 2,01 | 1,51 | 1,01 | 0,70 | 995      |
| Caniçal                | 42,37 | 34,21 | 10,48 | 3,31 | 2,08 | 0,92 | 1,23 | 0,69 | 1,31 | 0,77 | 1 298    |
| Machico                | 41,02 | 34,21 | 6,75  | 4,59 | 2,26 | 1,50 | 1,45 | 1,19 | 1,52 | 1,50 | 3 940    |
| Porto da Cruz          | 35,50 | 36,50 | 7,59  | 4,61 | 3,16 | 0,99 | 1,26 | 2,71 | 1,36 | 1,54 | 1 107    |
| Santo António da Serra | 29,62 | 44,75 | 7,98  | 3,36 | 1,68 | 1,68 | 0,63 | 1,89 | 0,63 | 0,84 | 476      |
| Machico                | 39,01 | 35,54 | 7,86  | 4,16 | 2,32 | 1,45 | 1,41 | 1,41 | 1,34 | 1,24 | 7 816    |

### Ponta do Sol
| Partido                 | Partido                                  | Votos | %               | +/-  |
| ----------------------- | ---------------------------------------- | ----- | --------------- | ---- |
|                         | Aliança Democrática (PPD/PSD-CDS-PP-PPM) | 2 110 | 55,40 / 100,00  | 0,37 |
|                         | Partido Socialista                       | 848   | 22,26 / 100,00  | 3,88 |
|                         | CHEGA                                    | 295   | 7,74 / 100,00   | -    |
|                         | Iniciativa Liberal                       | 150   | 3,94 / 100,00   | 3,48 |
|                         | Alternativa Democrática Nacional         | 61    | 1,60 / 100,00   | 1,11 |
|                         | Bloco de Esquerda                        | 59    | 1,55 / 100,00   | 1,79 |
|                         | LIVRE                                    | 38    | 1,00 / 100,00   | 0,11 |
|                         | Outros (com menos de 1,00%)              | 172   | 4,52 / 100,00   |      |
| Votos Inválidos         | Votos Inválidos                          | 76    | 2,00 / 100,00   | 2,29 |
| Total                   | Total                                    | 3 809 | 100,00 / 100,00 |      |
| Eleitorado/Participação | Eleitorado/Participação                  | 9 806 | 38,84 / 100,00  | 5,92 |

| Freguesia       | %     | %     | %     | %    | %    | %    | %    | Votantes |
| Freguesia       | AD    | PS    | CH    | IL   | ADN  | BE   | L    | Votantes |
| --------------- | ----- | ----- | ----- | ---- | ---- | ---- | ---- | -------- |
| Freguesia       |       |       |       |      |      |      |      | Votantes |
| Canhas          | 59,07 | 20,23 | 7,41  | 3,08 | 1,54 | 1,19 | 0,89 | 1 686    |
| Madalena do Mar | 40,78 | 27,66 | 13,48 | 6,03 | 1,06 | 1,42 | 1,42 | 282      |
| Ponta do Sol    | 54,26 | 23,30 | 7,17  | 4,40 | 1,74 | 1,90 | 1,03 | 1 841    |
| Ponta do Sol    | 55,40 | 22,26 | 7,74  | 3,94 | 1,60 | 1,55 | 1,00 | 3 809    |

### Porto Moniz
| Partido                 | Partido                                  | Votos | %               | +/-   |
| ----------------------- | ---------------------------------------- | ----- | --------------- | ----- |
|                         | Aliança Democrática (PPD/PSD-CDS-PP-PPM) | 860   | 47,33 / 100,00  | 5,38  |
|                         | Partido Socialista                       | 634   | 34,89 / 100,00  | 11,97 |
|                         | CHEGA                                    | 101   | 5,56 / 100,00   | -     |
|                         | Iniciativa Liberal                       | 52    | 2,86 / 100,00   | 2,60  |
|                         | Bloco de Esquerda                        | 26    | 1,43 / 100,00   | 0,36  |
|                         | Alternativa Democrática Nacional         | 23    | 1,27 / 100,00   | 1,07  |
|                         | Coligação Democrática Unitária (PCP-PEV) | 22    | 1,21 / 100,00   | 0,48  |
|                         | Outros (com menos de 1,00%)              | 63    | 3,49 / 100,00   |       |
| Votos Inválidos         | Votos Inválidos                          | 36    | 1,98 / 100,00   | 2,06  |
| Total                   | Total                                    | 1 817 | 100,00 / 100,00 |       |
| Eleitorado/Participação | Eleitorado/Participação                  | 3 005 | 60,47 / 100,00  | 11,01 |

| Freguesia         | %     | %     | %    | %    | %    | %    | %    | Votantes |
| Freguesia         | AD    | PS    | CH   | IL   | BE   | ADN  | CDU  | Votantes |
| ----------------- | ----- | ----- | ---- | ---- | ---- | ---- | ---- | -------- |
| Freguesia         |       |       |      |      |      |      |      | Votantes |
| Achadas da Cruz   | 40,88 | 44,53 | 3,65 | 2,92 | 2,19 | 0,73 | 0    | 137      |
| Porto Moniz       | 45,47 | 36,89 | 5,62 | 2,96 | 1,43 | 1,62 | 1,33 | 1 049    |
| Ribeira da Janela | 42,62 | 37,70 | 5,46 | 0,55 | 1,09 | 1,09 | 2,19 | 183      |
| Seixal            | 55,58 | 26,12 | 6,03 | 3,57 | 1,34 | 0,67 | 0,89 | 448      |
| Porto Moniz       | 47,33 | 34,89 | 5,56 | 2,86 | 1,43 | 1,27 | 1,21 | 1 817    |

### Porto Santo
| Partido                 | Partido                                  | Votos | %               | +/-   |
| ----------------------- | ---------------------------------------- | ----- | --------------- | ----- |
|                         | Aliança Democrática (PPD/PSD-CDS-PP-PPM) | 1 540 | 42,01 / 100,00  | 1,66  |
|                         | Partido Socialista                       | 999   | 27,25 / 100,00  | 8,35  |
|                         | Iniciativa Liberal                       | 332   | 9,06 / 100,00   | 8,45  |
|                         | CHEGA                                    | 311   | 8,48 / 100,00   | -     |
|                         | LIVRE                                    | 85    | 2,32 / 100,00   | 1,37  |
|                         | Bloco de Esquerda                        | 80    | 2,18 / 100,00   | 2,45  |
|                         | Pessoas–Animais–Natureza                 | 51    | 1,39 / 100,00   | 1,46  |
|                         | Alternativa Democrática Nacional         | 49    | 1,34 / 100,00   | 0,61  |
|                         | Outros (com menos de 1,00%)              | 134   | 3,65 / 100,00   |       |
| Votos Inválidos         | Votos Inválidos                          | 85    | 2,32 / 100,00   | 3,37  |
| Total                   | Total                                    | 3 666 | 100,00 / 100,00 |       |
| Eleitorado/Participação | Eleitorado/Participação                  | 5 494 | 66,73 / 100,00  | 32,16 |

| Freguesia   | %     | %     | %    | %    | %    | %    | %    | %    | Votantes |
| Freguesia   | AD    | PS    | IL   | CH   | L    | BE   | PAN  | ADN  | Votantes |
| ----------- | ----- | ----- | ---- | ---- | ---- | ---- | ---- | ---- | -------- |
| Freguesia   |       |       |      |      |      |      |      |      | Votantes |
| Porto Santo | 42,01 | 27,25 | 9,06 | 8,48 | 2,32 | 2,18 | 1,39 | 1,34 | 3 666    |
| Porto Santo | 42,01 | 27,25 | 9,06 | 8,48 | 2,32 | 2,18 | 1,39 | 1,34 | 3 666    |

### Ribeira Brava
| Partido                 | Partido                                  | Votos  | %               | +/-  |
| ----------------------- | ---------------------------------------- | ------ | --------------- | ---- |
|                         | Aliança Democrática (PPD/PSD-CDS-PP-PPM) | 2 917  | 49,95 / 100,00  | 3,75 |
|                         | Partido Socialista                       | 1 179  | 20,19 / 100,00  | 2,61 |
|                         | CHEGA                                    | 613    | 10,50 / 100,00  | -    |
|                         | Iniciativa Liberal                       | 221    | 3,78 / 100,00   | 3,10 |
|                         | Alternativa Democrática Nacional         | 114    | 1,95 / 100,00   | 1,10 |
|                         | Partido Trabalhista Português            | 113    | 1,93 / 100,00   | 0,75 |
|                         | Bloco de Esquerda                        | 107    | 1,83 / 100,00   | 2,33 |
|                         | Pessoas–Animais–Natureza                 | 91     | 1,56 / 100,00   | 1,44 |
|                         | LIVRE                                    | 77     | 1,32 / 100,00   | 0,10 |
|                         | Coligação Democrática Unitária (PCP-PEV) | 70     | 1,20 / 100,00   | 0,77 |
|                         | Outros (com menos de 1,00%)              | 169    | 2,89 / 100,00   |      |
| Votos Inválidos         | Votos Inválidos                          | 169    | 2,90 / 100,00   | 4,20 |
| Total                   | Total                                    | 5 840  | 100,00 / 100,00 |      |
| Eleitorado/Participação | Eleitorado/Participação                  | 14 054 | 41,55 / 100,00  | 4,40 |

| Freguesia     | %     | %     | %     | %    | %    | %    | %    | %    | %    | %    | Votantes |
| Freguesia     | AD    | PS    | CH    | IL   | ADN  | PTP  | BE   | PAN  | L    | CDU  | Votantes |
| ------------- | ----- | ----- | ----- | ---- | ---- | ---- | ---- | ---- | ---- | ---- | -------- |
| Freguesia     |       |       |       |      |      |      |      |      |      |      | Votantes |
| Campanário    | 51,23 | 19,09 | 9,04  | 3,16 | 2,25 | 1,98 | 1,50 | 1,87 | 1,23 | 1,39 | 1 870    |
| Ribeira Brava | 48,32 | 20,46 | 11,30 | 4,56 | 1,98 | 2,01 | 2,28 | 1,54 | 1,41 | 1,04 | 2 982    |
| Serra de Água | 52,81 | 23,90 | 9,24  | 1,81 | 1,20 | 1,41 | 1,00 | 1,00 | 0,40 | 1,61 | 498      |
| Tabua         | 52,04 | 18,98 | 12,45 | 3,47 | 1,43 | 1,84 | 1,22 | 1,02 | 2,04 | 1,02 | 490      |
| Ribeira Brava | 49,95 | 20,19 | 10,50 | 3,78 | 1,95 | 1,93 | 1,83 | 1,56 | 1,32 | 1,30 | 5 840    |

### Santa Cruz
| Partido                 | Partido                                  | Votos  | %               | +/-  |
| ----------------------- | ---------------------------------------- | ------ | --------------- | ---- |
|                         | Aliança Democrática (PPD/PSD-CDS-PP-PPM) | 6 032  | 36,92 / 100,00  | 1,09 |
|                         | Partido Socialista                       | 4 359  | 26,68 / 100,00  | 1,69 |
|                         | CHEGA                                    | 1 585  | 9,70 / 100,00   | -    |
|                         | Iniciativa Liberal                       | 973    | 5,96 / 100,00   | 4,80 |
|                         | Bloco de Esquerda                        | 595    | 3,64 / 100,00   | 3,30 |
|                         | Pessoas–Animais–Natureza                 | 418    | 2,56 / 100,00   | 2,60 |
|                         | Partido Trabalhista Português            | 408    | 2,50 / 100,00   | 0,56 |
|                         | Alternativa Democrática Nacional         | 365    | 2,23 / 100,00   | 1,26 |
|                         | LIVRE                                    | 318    | 1,95 / 100,00   | 0,07 |
|                         | Coligação Democrática Unitária (PCP-PEV) | 319    | 1,95 / 100,00   | 1,20 |
|                         | Outros (com menos de 1,00%)              | 545    | 3,34 / 100,00   |      |
| Votos Inválidos         | Votos Inválidos                          | 419    | 2,56 / 100,00   | 4,21 |
| Total                   | Total                                    | 16 336 | 100,00 / 100,00 |      |
| Eleitorado/Participação | Eleitorado/Participação                  | 39 967 | 40,87 / 100,00  | 2,14 |

| Freguesia              | %     | %     | %     | %    | %    | %    | %    | %    | %    | %    | Votantes |
| Freguesia              | AD    | PS    | CH    | IL   | BE   | PAN  | PTP  | ADN  | CDU  | L    | Votantes |
| ---------------------- | ----- | ----- | ----- | ---- | ---- | ---- | ---- | ---- | ---- | ---- | -------- |
| Freguesia              |       |       |       |      |      |      |      |      |      |      | Votantes |
| Camacha                | 37,87 | 25,40 | 9,28  | 4,98 | 4,05 | 2,54 | 2,89 | 2,27 | 1,75 | 1,72 | 2 910    |
| Caniço                 | 36,68 | 26,01 | 10,00 | 6,65 | 3,98 | 2,97 | 1,78 | 2,35 | 1,89 | 1,98 | 8 644    |
| Gaula                  | 37,15 | 26,61 | 9,81  | 5,60 | 3,11 | 2,13 | 3,35 | 1,89 | 1,64 | 2,31 | 1 642    |
| Santa Cruz             | 36,14 | 29,92 | 8,43  | 5,53 | 2,78 | 1,89 | 3,67 | 2,28 | 2,63 | 2,01 | 2 587    |
| Santo António da Serra | 38,70 | 29,11 | 13,02 | 3,25 | 1,81 | 0,54 | 3,62 | 1,08 | 1,81 | 1,27 | 553      |
| Santa Cruz             | 36,92 | 26,68 | 9,70  | 5,96 | 3,64 | 2,56 | 2,50 | 2,23 | 1,95 | 1,95 | 16 336   |

### Santana
| Partido                 | Partido                                  | Votos | %               | +/-   |
| ----------------------- | ---------------------------------------- | ----- | --------------- | ----- |
|                         | Aliança Democrática (PPD/PSD-CDS-PP-PPM) | 1 769 | 52,55 / 100,00  | 8,84  |
|                         | Partido Socialista                       | 784   | 23,29 / 100,00  | 6,60  |
|                         | CHEGA                                    | 213   | 6,33 / 100,00   | -     |
|                         | Iniciativa Liberal                       | 99    | 2,94 / 100,00   | 2,35  |
|                         | Bloco de Esquerda                        | 90    | 2,67 / 100,00   | 0,75  |
|                         | Alternativa Democrática Nacional         | 64    | 1,90 / 100,00   | 1,24  |
|                         | LIVRE                                    | 62    | 1,84 / 100,00   | 0,56  |
|                         | Partido Trabalhista Português            | 58    | 1,72 / 100,00   | 0,80  |
|                         | Pessoas–Animais–Natureza                 | 37    | 1,10 / 100,00   | 1,40  |
|                         | Outros (com menos de 1,00%)              | 117   | 3,49 / 100,00   |       |
| Votos Inválidos         | Votos Inválidos                          | 73    | 2,17 / 100,00   | 2,76  |
| Total                   | Total                                    | 3 366 | 100,00 / 100,00 |       |
| Eleitorado/Participação | Eleitorado/Participação                  | 6 876 | 48,95 / 100,00  | 10,30 |

| Freguesia          | %     | %     | %    | %    | %    | %    | %    | %    | %    | Votantes |
| Freguesia          | AD    | PS    | CH   | IL   | BE   | ADN  | L    | PTP  | PAN  | Votantes |
| ------------------ | ----- | ----- | ---- | ---- | ---- | ---- | ---- | ---- | ---- | -------- |
| Freguesia          |       |       |      |      |      |      |      |      |      | Votantes |
| Arco de São Jorge  | 50,23 | 28,96 | 6,79 | 0    | 1,81 | 3,17 | 1,81 | 1,36 | 0,45 | 221      |
| Faial              | 55,80 | 18,34 | 8,78 | 2,98 | 2,98 | 1,10 | 1,72 | 2,51 | 0,63 | 638      |
| Ilha               | 57,14 | 24,60 | 4,76 | 3,97 | 2,38 | 1,59 | 1,59 | 0    | 1,59 | 126      |
| Santana            | 48,17 | 25,20 | 5,58 | 4,15 | 3,29 | 2,08 | 1,65 | 1,57 | 1,36 | 1 397    |
| São Jorge          | 54,83 | 22,96 | 6,34 | 1,06 | 2,27 | 2,87 | 1,96 | 1,96 | 1,21 | 662      |
| São Roque do Faial | 60,25 | 21,12 | 4,97 | 3,11 | 0,93 | 0    | 2,80 | 1,24 | 0,93 | 322      |
| Santana            | 52,55 | 23,29 | 6,33 | 2,94 | 2,67 | 1,90 | 1,84 | 1,72 | 1,10 | 3 366    |

### São Vicente
| Partido                 | Partido                                  | Votos | %               | +/-  |
| ----------------------- | ---------------------------------------- | ----- | --------------- | ---- |
|                         | Aliança Democrática (PPD/PSD-CDS-PP-PPM) | 1 331 | 51,73 / 100,00  | 2,92 |
|                         | Partido Socialista                       | 571   | 22,19 / 100,00  | 3,91 |
|                         | CHEGA                                    | 222   | 8,63 / 100,00   | -    |
|                         | Iniciativa Liberal                       | 87    | 3,38 / 100,00   | 3,19 |
|                         | Alternativa Democrática Nacional         | 68    | 2,64 / 100,00   | 1,97 |
|                         | Partido Trabalhista Português            | 37    | 1,44 / 100,00   | 0,63 |
|                         | Bloco de Esquerda                        | 36    | 1,40 / 100,00   | 2,14 |
|                         | Coligação Democrática Unitária (PCP-PEV) | 29    | 1,13 / 100,00   | 0,35 |
|                         | Outros (com menos de 1,00%)              | 114   | 4,43 / 100,00   |      |
| Votos Inválidos         | Votos Inválidos                          | 78    | 3,03 / 100,00   | 1,81 |
| Total                   | Total                                    | 2 573 | 100,00 / 100,00 |      |
| Eleitorado/Participação | Eleitorado/Participação                  | 5 863 | 43,89 / 100,00  | 9,63 |

| Freguesia     | %     | %     | %    | %    | %    | %    | %    | %    | Votantes |
| Freguesia     | AD    | PS    | CH   | IL   | ADN  | PTP  | BE   | CDU  | Votantes |
| ------------- | ----- | ----- | ---- | ---- | ---- | ---- | ---- | ---- | -------- |
| Freguesia     |       |       |      |      |      |      |      |      | Votantes |
| Boa Ventura   | 61,51 | 18,23 | 6,08 | 2,39 | 3,13 | 1,47 | 0,92 | 0,37 | 543      |
| Ponta Delgada | 53,16 | 20,89 | 9,18 | 2,69 | 2,85 | 0,79 | 2,06 | 1,11 | 632      |
| São Vicente   | 47,28 | 24,32 | 9,37 | 4,08 | 2,36 | 1,72 | 1,29 | 1,43 | 1 398    |
| São Vicente   | 51,73 | 22,19 | 8,63 | 3,38 | 2,64 | 1,44 | 1,40 | 1,13 | 2 573    |